# Sisebut nyugati gót király

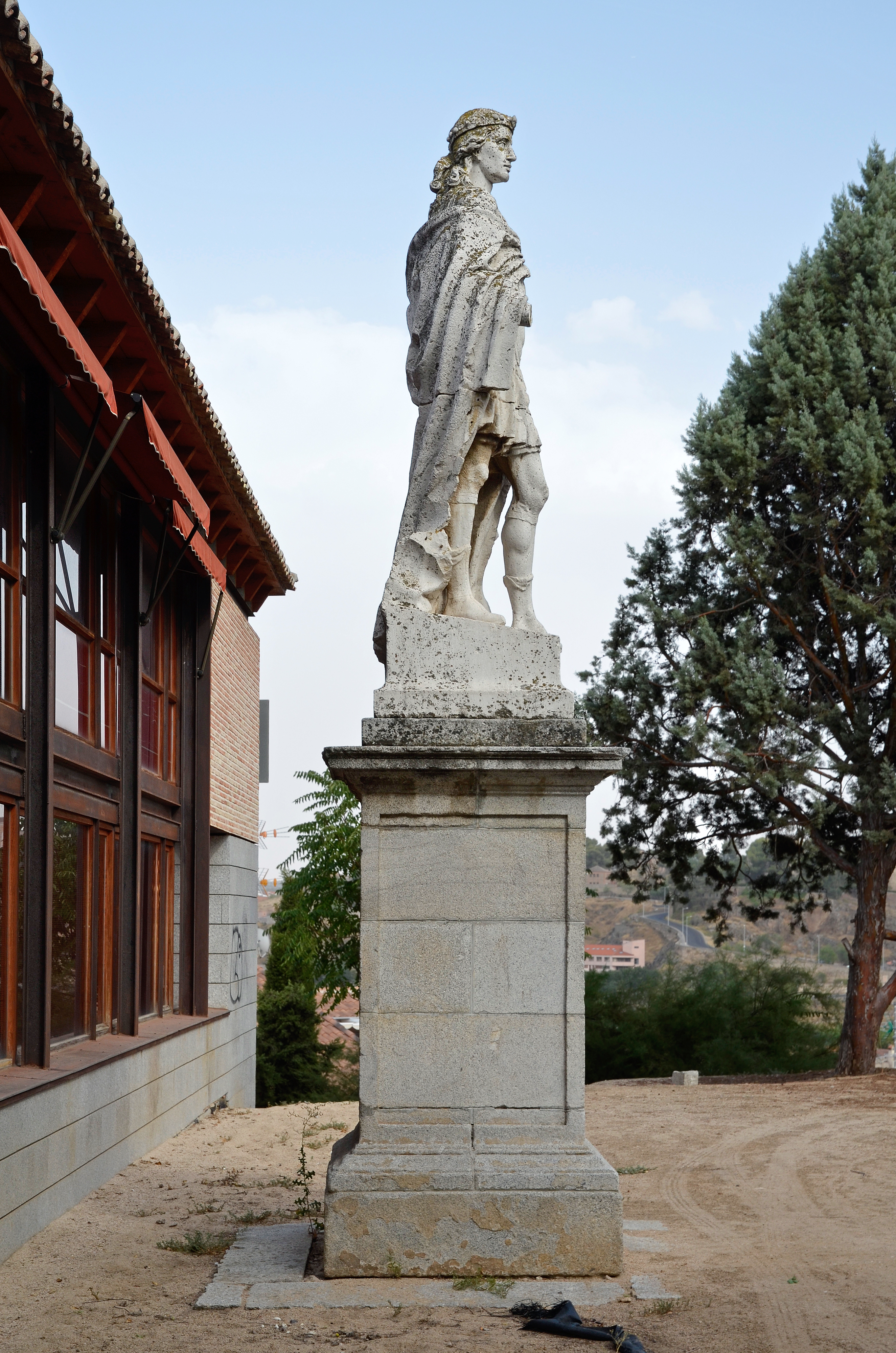
Sisebut - Toledo.

Sisebut, más írásmóddal Sisibut, Sisebuth, Sisebur, Sisebod, Sigebut (565 – 621 februárja) nyugati gót király 612-től haláláig.
Sisebut még egyszer félelmessé tette a gót fegyvereket. Visszavette a görög megszállta területet, és őket a félsziget délnyugati sarkába, mai Algarvéba szorította. A móroktól elfoglalta Ceuta és Tanger észak-afrikai erődöket. Igazságosságával és szelídségével megnyerte alattvalóinak szeretetét. Pártolta a művészetet és a tudományt; maga is forgatta a tollat. Ő építtette a híres toledói Szent Leokádia-templomot. Fő célja az volt, hogy országát hit dolgában egynek lássa, ezért türelmetlen buzgalommal fordult a zsidók ellen (a félszigeten sok zsidó lakott, közük nagyon gazdagok is). Sisebut sokakat erőszakkal megkereszteltetett, másokat kegyetlenül üldöztetett. Az egyház ugyan színleg ellenezte, hogy a szentségeket erővel kényszerítsék rájuk, de azért egyházi emberek ítéltek a zsidók felett és alkalmazták az ellenük hozott törvényeket. Sisebut halála után fia, II. Rekkared csak néhány hónapig uralkodott.